# Moon Jong-up
Dans ce nom coréen, le nom de famille, Moon, précède le nom personnel.
Moon Jong-up (coréen: 문종업; né le 6 février 1995), souvent simplifié Jongup ou Moontos, est un chanteur et danseur sud-coréen. Il est connu principalement pour faire partie du boys band sud-coréen, B.A.P.

## Filmographie

### Séries télévisées
| Année | Chaîne  | Émission             | Rôle     |
| ----- | ------- | -------------------- | -------- |
| 2012  | SBS MTV | Ta-dah It's B.A.P    | Lui-même |
| 2012  | Mnet    | B.A.P's Killing Camp | Lui-même |

### Apparitions dans des clips vidéos
| Année | Clip vidéo          | Artiste(s)           |
| ----- | ------------------- | -------------------- |
| 2011  | Shy Boy             | Secret               |
| 2011  | Starlight Moonlight | Secret               |
| 2011  | Never Give Up       | Bang Yong-guk & Zelo |

### Émissions musicales
| Année | Chaîne | Titre        | Rôle                | Note(s)                                  |
| ----- | ------ | ------------ | ------------------- | ---------------------------------------- |
| 2012  | Mnet   | M! Countdown | Présentateur invité | Avec B.A.P, RT M! Countdown (23-02-2012) |
| 2019  | MBN    | Sign Here    | Contestant          |                                          |